# Pherbellia clathrata
Pherbellia clathrata är en tvåvingeart som först beskrevs av Friedrich Hermann Loew 1874.  Pherbellia clathrata ingår i släktet Pherbellia och familjen kärrflugor. Inga underarter finns listade i Catalogue of Life.